# Bitwa pod Krškiem
Bitwa pod Krškiem – starcie zbrojne, które miało miejsce w 1573 roku w trakcie powstania chłopskiego w Chorwacji.
Do wybuchu powstania doszło w styczniu 1573 r. Przywódca rebeliantów Matija Gubec podzielił swoje siły na dwie grupy. Pierwszą dowodził osobiście, natomiast druga licząca 5000 chłopów dowodzona przez Ilję Gregorica została wysłana w rejon Zagrzebia i Lublany. Przeciwko powstańcom władze Krajiny ogłosiły mobilizację, wysyłając przeciwko nim barona Josipa Turna na czele 500 żołnierzy. Oddział ten w pobliżu Krška napotkał 2000 oddział chłopów, który schronił się w mieście. Turn zarządził atak na miasto, a jego piechota oraz jazda wyparła powstańców z Krška. W trakcie walki zabito 300 chłopów, a wielu innych podczas ucieczki potopiło się w Sawie.